# Ніс Іван Яремович
Іва́н Яре́мович Ніс (Нос) (? — †1715) — прилуцький городовий отаман (1671—1672), прилуцький полковий обозний (1677), осавул (1685—1692), суддя (1695—1703), знову обозний (1706—1708), полковник прилуцький (1708—1714), генеральний суддя (1714—1715). Свояк прилуцького полковника Д. Горленка, мав певний вплив на Наказного Полковника Прилуцького полку Трохима Троцину у критичний момент взяття московитами Батурина. Ніс фактично зірвав мобілізацію боєздатного Прилуцького полку, який зберігав вірність Генеральній Раді та Гетьманові Іванові Мазепі.

## Біографія
Син носівського отамана Яреми Носа. Про те, що Ярема Ніс був носівським отаманом в 1678 році, є згадка в документі, який наводить історик Олександр Лазаревський в «Обозрении Румянцевской описи Малороссии». Це купча, описана Лазаревським так: 
|  | Купчая 1678 г., по которой перед Федором Шаулою, сотником носовским, Яремою Носом, атаманом городовым и при проч. старшине Миско Лисица положил сознание, иж продал грунт свой Мазновский, лежачий на Вербове, зятю своему Панну Мунтяну за коп. осмнадцать личбы литовской. |

Зраду Івана Носа документально засвідчено в царській жалуваній грамоті на «чин полковничий» (дня 14 листопада 1708 р.), наданий йому за те, що він «противу наших, ц. в. ратных великоросийских людей не бился и там (за тое) бит был, окован и посажен» (прикутий до гармати).
Ніс відправив до московського табору сотника О. Соломаху, який показав таємний вхід до Батурина. О. Лазаревський характеризує Носа як людину, що вміла «прислуживаться у властных людей и заслуживать у них особыя милости». Втім, особливою повагою у московських урядовців не користувався. Московський резидент при гетьмані Скоропадському Ф. Протасьєв писав про Носа у квітні 1713 р. в офіційному рапорті: «Прилуцкой полковник — глуп и стар, что уже ис памяти выжил, и сказывают, что ему более ста лет».
Серед нащадків Івана Носа — відомий український письменник Павло Білецький-Носенко.

## Дивись також
- Остап Соломаха
- Батуринська трагедія
- Прилуцький полк

## Виноски
1. ↑  «Сторінки історії Носівки», ч. 1, стор. 39